# Gębiny
Gębiny [pronunciación en polaco: /ɡɛmˈcuboɨ/] (en alemán: Heinrichsdorf) es un pueblo ubicado en el distrito administrativo de Gmina Olsztynek, dentro del Condado de Olsztyn, Voivodato de Varmia y Masuria, en Polonia del norte. Se encuentra aproximadamente a 10 kilómetros al norte de Olsztynek y a 19 kilómetros al suroeste de la capital regional Olsztyn.
Antes de 1945, el área fue parte de Alemania (Prusia Oriental).
El pueblo tiene una población de alrededor 30 habitantes.